# عظميات الشكل السميكة
عظميات الشكل السميكة (الاسم العلمي:†Pachyosteomorphi) هي أصنوفة منقرضة من الفقاريات تتبع رتيبة قصيرات الصدر من رتبة مفصليات الرقبة.

## التصنيف
- عظميات دانكل وأشباهها
  - عظميات دانكل
    - عظمية دانكل